# Municipio de Chiquimulilla
Municipio de Chiquimulilla är en kommun i Guatemala.   Den ligger i departementet Departamento de Santa Rosa, i den södra delen av landet, 60 km söder om huvudstaden Guatemala City.
Följande samhällen finns i Municipio de Chiquimulilla:
- Chiquimulilla